# Bösendorfer
Bösendorfer is een Oostenrijkse piano- en vleugelfabrikant. De fabriek is gevestigd in Wenen.

## Geschiedenis

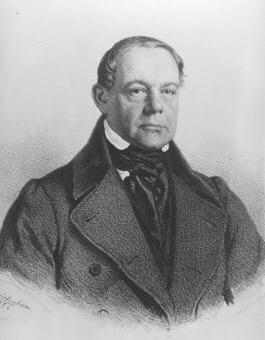
Ignaz Bösendorfer

De firma werd op 25 juli 1828 door Ignaz Bösendorfer in Wenen opgericht, nadat hij als leerling bij Joseph Brodmann had gewerkt en zijn werkplaats had overgenomen. In korte tijd verwierf hij een goede reputatie en hij kreeg in 1839 als eerste pianobouwer van de Oostenrijkse keizer de titel k.u.k. (=kaiserlicher und königlicher) Hof-Claviermachers. Toen hij in 1859 overleed, nam zijn 24-jarige zoon Ludwig Bösendorfer de firma over en de instrumenten werden al snel over de hele wereld geëxporteerd. In 1870 betrok de firma een gebouw aan de Graf-Starhemberg-Gasse, waar tegenwoordig nog steeds de eindafwerking van de piano's wordt verzorgd. Twee jaar later werd in de voormalige manege van Paleis Liechtenstein aan de Herrengasse de zogenoemde Bösendorferzaal ingewijd.
Rond 1900 bouwde Bösendorfer op verzoek van de Italiaanse componist-pianist Ferruccio Busoni de eerste Concert Grand 290, later bekend als de Imperial, met een toonomvang van acht octaven, van subcontra-C tot c5. Met 290 cm was de Imperial de langste in serie geproduceerde vleugel, totdat de firma Fazioli het model "308" op de markt bracht. Het is nog steeds de enige piano met 97 toetsen.
Ludwig Bösendorfer, die kinderloos bleef, verkocht de firma in 1909 aan zijn vriend Carl Hutterstrasser en in 1913 werd de Bösendorferzaal afgebroken.
De Eerste Wereldoorlog bracht de firma zware tegenslag, en in 1919 overleed Ludwig Bösendorfer. De productie kwam maar zeer traag weer op gang. In 1931 werden Hutterstrassers zonen Alexander en Wolfgang in de firma opgenomen, die in een OHG (Offene Handelsgesellschaft) werd omgezet.
De Tweede Wereldoorlog bracht de volgende grote tegenslag. In 1944 brandde bij een bombardement de houtopslag af. Toen na de oorlog de eerste vaklui uit krijgsgevangenschap terugkeerden, begon moeizaam de hervatting van het bedrijf. Langzaam kon de productie beginnen en uitgebreid worden.
In 1966 werd Bösendorfer een Aktiengesellschaft (nv) en werd het voor 100% door de Amerikaanse firma Kimball International overgenomen. Deze firma houdt zich bezig met houtverwerking in de breedste zin, ook het bouwen van piano's. In 1973 werd de afwerking voor het grootste deel verplaatst naar een nieuwe fabriek in Wiener Neustadt. Tien jaar later werd in het fabrieksgebouw in de Graf-Starhemberg-Gasse een nieuwe Bösendorferzaal voor het geven van concerten ingewijd. In 2002 kwam Bösendorfer weer in Oostenrijkse handen: de firma werd door de Bawag-Unternehmensgruppe overgenomen. Nadat Bawag een turbulente periode had doorgemaakt en was overgenomen door het Amerikaanse investeringsfonds Cerberus, werd Bösendorfer in 2007 verkocht aan de Japanse fabrikant Yamaha.
Tot 2014 had Bösendorfer 50.000 instrumenten gebouwd, minder dan een tiende van wat de belangrijkste concurrent Steinway had gebouwd.

## Modellen
Momenteel worden vleugelmodellen in de volgende lengten gebouwd: 170, 185, 200, 214, 225 (toonomvang subcontra-F - c5), 280 en 290 cm (toonomvang subcontra-C - c5). Verder is een staande piano (pianino) met een hoogte van 130 cm leverbaar.

### Conservatory Series
Om een grotere markt aan te spreken, heeft Bösendorfer de Conservatory Series ontworpen voor conservatoria en universiteiten, die de standaardmodellen niet konden betalen. Bij de fabricage van de CS-serie besteedt men minder tijd aan "niet-kritische gebieden", waardoor kosten worden gereduceerd, wat ze betaalbaarder maakt dan de standaardmodellen.

## Bijzonderheden
In tegenstelling tot andere fabrikanten betrekt Bösendorfer ook de kast van het instrument bij de toonvorming, door ook de kast van klankhout te maken. De typische Bösendorferklank is "zangerig", met bassen met een sterke grondtoon. Een goede Bösendorfer is tot vele klanknuances in staat en is vooral voor kamermuziek en begeleiding van zang, zowel klassiek als jazz, geschikt.
Tot aan de Eerste Wereldoorlog bouwde Bösendorfer ook vleugels met een zogenaamd Weens mechaniek, en vanaf het einde van de negentiende eeuw met verschillende soorten van het Engelse mechaniek, met een onderhamer.

## Computervleugel SE290

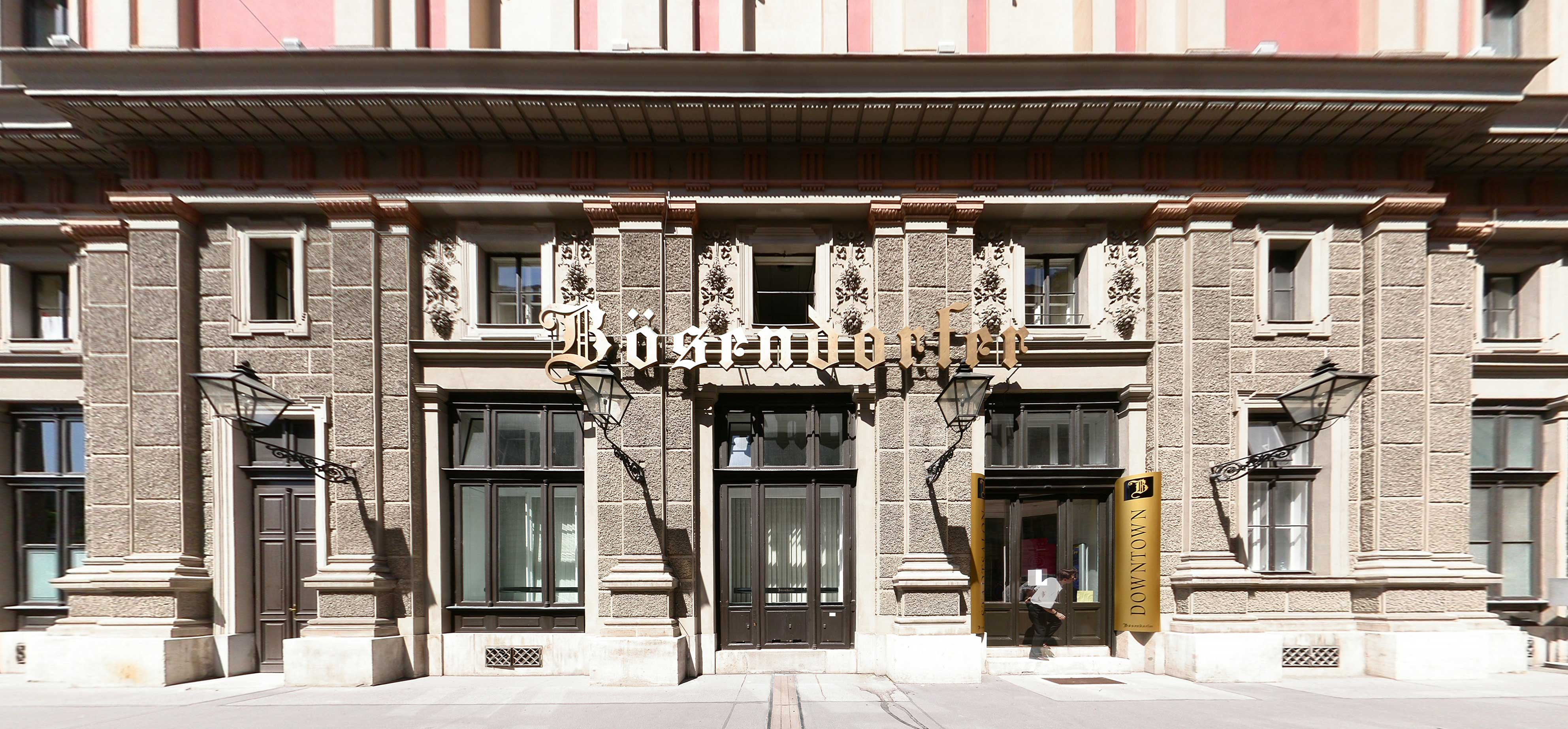
Toonzaal van Bösendorfer aan de achterkant van de Musikverein in Wenen

In 1985 werd een prototype van een computervleugel tentoongesteld. Dit instrument werd door de Amerikaanse ingenieur Wayne Stahnke in samenwerking met het Massachusetts Institute of Technology en de toenmalige eigenaar van Bösendorfer, Kimball International, ontwikkeld. Het werd in licentie van Stahnke vanaf 1986 als Bösendorfer SE290 te koop aangeboden. SE in het typenummer staat voor Stahnke Electronics, 290 voor de lengte van de vleugel. In totaal zijn 33 instrumenten van dit type gefabriceerd. Het instrument is met infraroodsensoren uitgerust, die de eindsnelheid van de hamers van de 97 toetsen, het moment van aanslaan en loslaten van de toets, en de stand van de pedalen meten.
De daarbij verkregen gegevens over het spel worden aan een extern apparaat, de zogenoemde Blackbox, gevoerd. Deze Blackbox is met een computer verbonden, waarop de data met een speciale editor bewerkt kunnen worden. De op de pc opgeslagen dan wel bewerkte data kunnen op de vleugel door een met magneetspoelen aangedreven mechaniek weer worden afgespeeld. De Blackbox bevat daarbij een MIDI-aansluiting. Het instrument wordt enerzijds als componeerhulp gebruikt, en anderzijds als instrument voor reproductie. Zo kan bijvoorbeeld een pianist met zichzelf een stuk voor vier handen spelen; hij speelt eerst de ene partij in, en laat die vervolgens door de computer afspelen terwijl hij de tweede partij speelt. Ook is het mogelijk dat een pianist ergens op de wereld op de computervleugel een concert geeft, en de data op een andere computervleugel op een andere plaats worden afgespeeld, waar deze laatste dan alleen speelt.
Intussen is het systeem met medewerking van de Technische Universiteit Wenen aanzienlijk verder ontwikkeld en het is onder de aanduiding "CEUS" voor alle vleugelmodellen, ook voor inbouw naderhand, verkrijgbaar. Het is momenteel het uitgebreidste en beste systeem in zijn soort.
De typische Bösendorferklank is inmiddels door verschillende ondernemingen ook als geluidssample in digitale vorm voor elektronische muziekproductie uitgebracht.

## Bekende pianisten op Bösendorfer
- Tori Amos
- Victor Borge
- Anton Bruckner
- Steely Dan
- Dora Deliyska
- Peter Gabriel
- Bradley Joseph
- Valentina Lisitsa
- Franz Liszt
- Garrick Ohlsson
- Oscar Peterson
- Lionel Richie
- Wibi Soerjadi
- Jan Vayne
- Aziza Mustafa Zadeh
- Axel Zwingenberger